# Трибуна (скульптура)
«Трибуна» — бронзовая скульптурная композиция, посвящённая хоккейным болельщикам. Скульптура установлена в городе Уфе, на улице Ленина рядом с ледовым дворцом спорта «Уфа-Арена».
Авторами композиции выступили молодые уфимские скульпторы. Проект по созданию городской скульптуры «Трибуна» был поддержан филиалом «Шихан» ООО «Объединенные Пивоварни Хейнекен»

## История
15 апреля 2013 года в ИА «Башинформ» было опубликовано открытое письмо, в котором хоккейные болельщики из объединения МООБ «СоЮз» обратились к пивоварне «Шихан» ООО «Объединенные Пивоварни Хейнекен» с предложением установить памятник хоккейным болельщикам в городе Уфа. Для реализации проекта была сформирована рабочая группа, в которую вошли представители объединений клуба болельщиков МООБ «СоЮз» и блогеры, а идеологом выступил Азамат Муратов — спортивный комментатор, автор гимна ХК «Салават Юлаев» «Моё Навеки Зелёное сердце».
В течение 2013 рабочая группа организовала несколько опросов среди болельщиков, чтобы выяснить, какой они видят будущую скульптуру, и учесть их пожелания. На основании опросом были разработаны три эскиза скульптуры, которые, в свою очередь, были выставлены на обсуждение. В ноябре 2013 года после продолжительных дискуссий и консультаций со всеми заинтересованными сторонами рабочей группой проекта было принято решение об установке скульптурной композиции по эскизу «Трибуна», которая отражает главную идею, выявленную в процессе голосования, — сплоченность хоккейных болельщиков.
2 марта состоялась торжественная церемония открытия городской скульптуры «Трибуна», посвященной хоккейным болельщикам.